# Exodrymadusa inornata
Exodrymadusa inornata is een rechtvleugelig insect uit de familie sabelsprinkhanen (Tettigoniidae). De wetenschappelijke naam van deze soort is voor het eerst geldig gepubliceerd in 1936 door Boris Petrovich Uvarov.